# Маморниця
Ма́морниця — село в Україні, в Острицькій сільській громаді Чернівецького району Чернівецької області.

## Історія
З 24 серпня 1991 року село входить до складу незалежної України.

## Населення

### Перепис населення Румунії 1930
Національний склад населення за даними перепису 1930 року у Румунії:
| Національність | Кількість осіб | Відсоток |
| -------------- | -------------- | -------- |
| українці       | 306            | 51,60 %  |
| румуни         | 171            | 28,84 %  |
| росіяни        | 104            | 17,54 %  |
| євреї          | 10             | 1,69 %   |
| німці          | 2              | 0,34 %   |

Мовний склад населення за даними перепису 1930 року:
| Мова       | Кількість осіб | Відсоток |
| ---------- | -------------- | -------- |
| українська | 322            | 54,30 %  |
| румунська  | 144            | 24,28 %  |
| російська  | 115            | 19,39 %  |
| їдиш       | 7              | 1,18 %   |
| німецька   | 5              | 0,84 %   |

### Перепис населення України 2001
За переписом населення України 2001 року в селі мешкали 492 особи. Маморниця — єдине село Герцаївського району, де більшість населення визнало українську мову рідною. Розподіл населення за рідною мовою за даними перепису 2001 року:
| Мова       | Відсоток |
| ---------- | -------- |
| українська | 91,09 %  |
| молдовська | 4,25 %   |
| румунська  | 4,05 %   |
| російська  | 0,40 %   |
| інші       | 0,21 %   |

## Уродженці села
- Сіон Георге[ro] — молдавський, пізніше румунський поет, драматург, перекладач, мемуарист, академік.

## Галерея

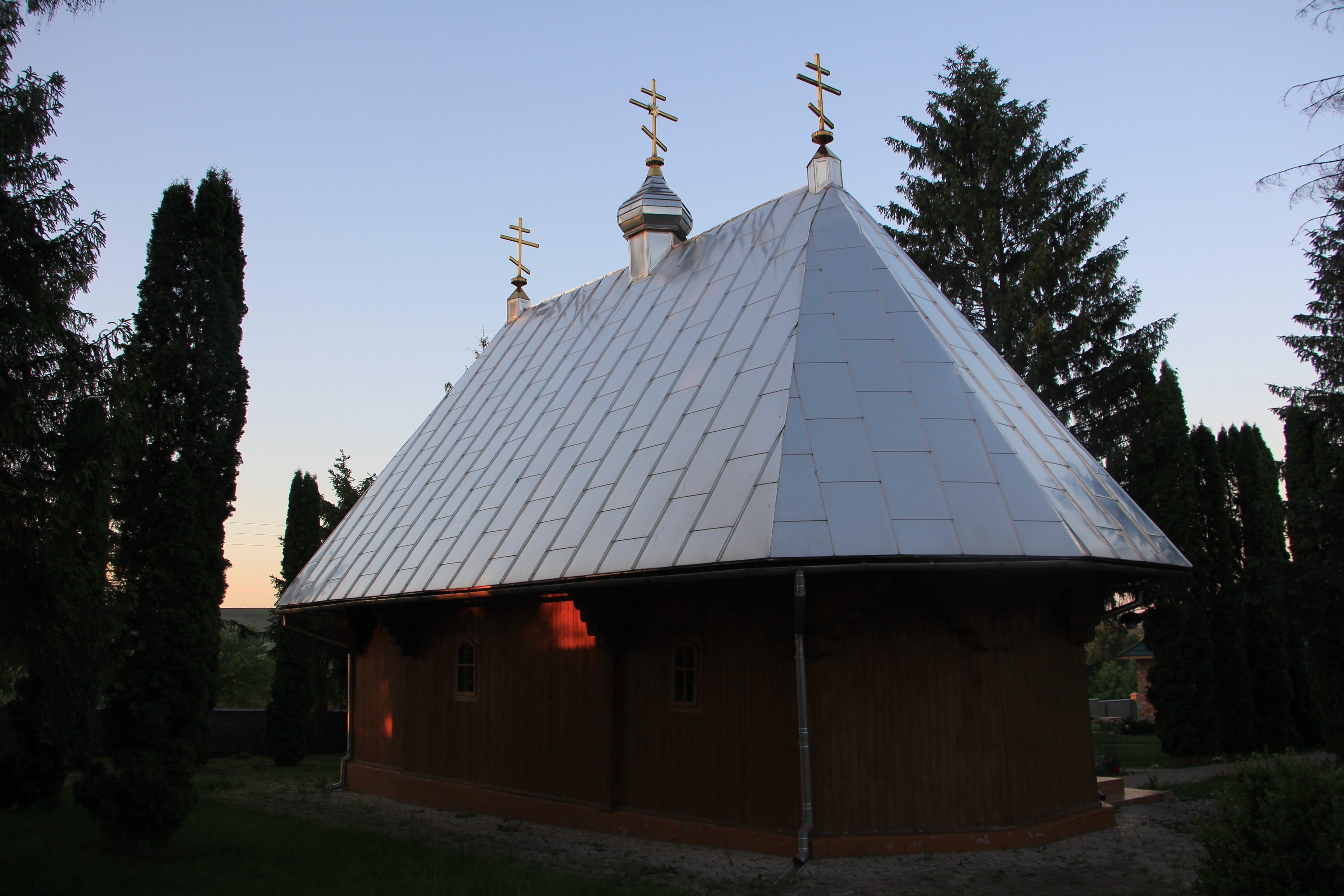
Дерев'яна церква Св. Параскеви 1887 с. Маморниця
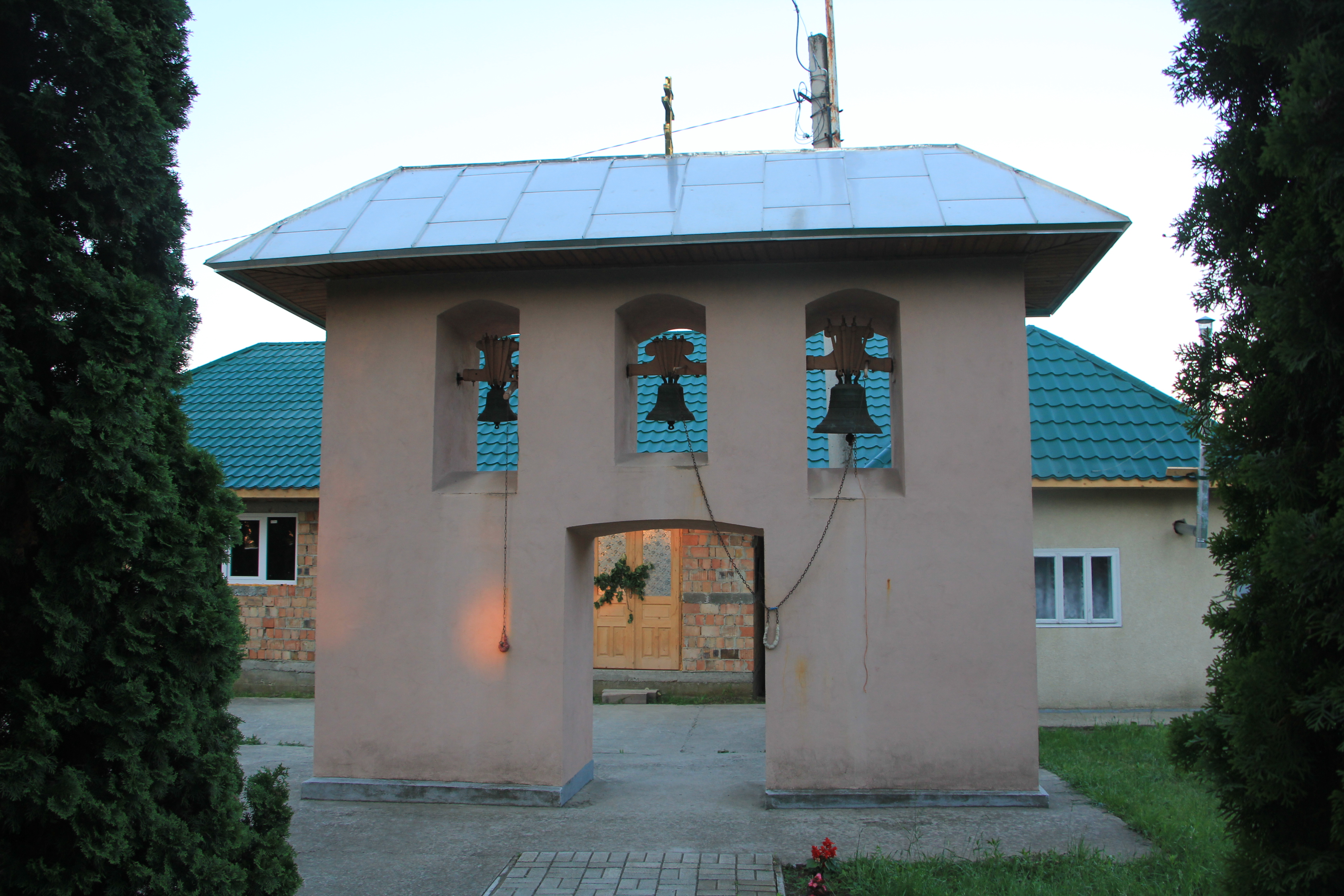
Дерев'яна церква Св. Параскеви 1887. Дзвіниця. с. Маморниця